# Bohumil Kovář (motocyklový závodník)
Bohumil Kovář (29. listopadu 1932, Uherské Hradiště - 2000, tamtéž) byl český silniční motocyklový závodník.

## Závodní kariéra
V mistrovství Československa startoval na motocyklu ČZ 125 cm³ v roce 1963, kdy skončil na sedmém místě. V roce 1969 se stal historicky prvním mistrem Československa ve třídě do 50 cm³, když vyhrál mistrovské závody v Novém Mestě nad Váhom a v Karviné. V roce 1969 skončil při závodě mistrovství republiky Hořicích ve třídě do 50 cm³ třetí za Zbyňkem Havrdou a Františkem Kročkou. V roce 1969 také skončil druhý do 50 cm³ v jugoslávské Opatiji, ale s ČZ 125 na stejném okruhu měl těžký pád a ukončil závodní kariéru. Jeho jméno nesou silniční motocyklové závody Slovácký okruh.

## Úspěchy
- 1. místo v mistrovství Československo 1969 do 50 cm³
- 300 ZGH
  - 1969 3. místo do 50 cm³